# Nel van Balen Blanken
Petronella ("Nel") Blaauboer-van Balen Blanken (Anna Paulowna, 18 november 1917 - Schagen, 29 oktober 2008) was een Nederlands atlete. Zij kwam uit bij het hoogspringen, verspringen en hordelopen.
Van Balen Blanken maakte deel uit van de door Jan Blankers opgerichte atletiekvereniging Sagitta. Op de Europese kampioenschappen atletiek 1938 won zij de zilveren medaille bij het hoogspringen. In oktober van dat jaar werd zij Europees recordhoudster, toen het record van Dora Ratjen, die bij een medische test een man bleek te zijn, geschrapt werd. Dat jaar werd zij onderscheiden met de Sauer-beker voor de beste Nederlandse atleet van het jaar.
Hetzelfde jaar werd Van Balen Blanken Nederlands kampioene hoogspringen, voor Fanny Blankers-Koen. In 1940 haalde zij zilver achter Blankers-Koen op dat onderdeel en bij het verspringen. In 1943 veroverde zij de nationale titels bij het hoogspringen en de 80 m horden. Op het Nederlands kampioenschap van 1944, waar Fanny vier maal goud won, won Nel van Balen Blanken andermaal het hoogspringen. Nog in 1948 deed zij mee aan internationale wedstrijden.

## Nederlandse kampioenschappen
| Onderdeel    | Jaar             |
| ------------ | ---------------- |
| 80 m horden  | 1943             |
| hoogspringen | 1938, 1943, 1944 |